# 합덕제
합덕제(合德堤) 또는 당진 합덕제(唐津 合德堤)는 대한민국 충청남도 당진시 합덕읍에 위치한 저수지이다. 1989년 4월 20일 대한민국의 충청남도의 기념물 제70호로 지정되었다.

## 개요
합덕방죽(合德防—) 또는 합덕연지(合德蓮池)로도 알려져 있다. 현재는 농경지로 사용하고 있으며, 저수를 위해 쓰여진 제방만 원형대로 길게 남아 있으며 제방이 곡선으로 이루어진 것이 특징이다. 본래 제방은 6개 마을에 관개하는 9개의 수문이 있었으며 평지로부터 높이 7.8m, 전체길이 1,771m에 이르는 큰 방죽으로, 저수 면적은 103ha, 그 외에 물을 이용하였던 면적은 726ha에 이른다.

## 역사
합덕제의 둑은 흙을 쌓아 만들었으나 후에 돌을 이용하여 보수한 부분도 보이고 개수할 때 그 기록을 적어둔 중수비가 5기가 남아 있으나 당초 축조된 정확한 연대는 기록이 없다. 전해지는 바로는 후백제의 견훤이 신라 말기에 이곳에 둔전을 개간하고 12,000명의 둔병과 말 6,000필을 주둔시켰는데, 이 병사들에 의하여 합덕제가 축조되었다고 한다. 이 시기가 고려시대 이전인 것은 확실하며, 김제 벽골제의 예로 보아 백제시대까지 소급될 가능성도 있다. 축조된 제방은 곡창지대인 합덕평야를 관개해주었다. 제방의 서쪽 끝부분에 1800년(정조 24년)에 세운 둑의 개수비와 후에 세운 중수비 등이 있다. 현재 합덕제 수변공원이라는 이름으로 관광 사업이 계획된 바 있다.

## 주변
인근에는 서야중학교와 서야고등학교, 그리고 합덕제를 기념하기 위해 2005년 개관한 농경문화 분야의 공립 박물관인 합덕수리민속박물관이 위치하고 있다. 또한 1929년에 지어져 100여 년 이상의 역사를 간직한 충청남도의 기념물 제145호인 합덕성당도 역시 근처에 자리하고 있다. 29분거리에 2024년 11월 1일 서해선 합덕역이 운행 할 예정이다.

## 참고 문헌
- 《문화재해설》, 충청남도, 1990
- 《한국민족문화대백과사전》, 한국정신문화연구원, 1993
- 《문화재대관》, 충청남도, 1996
- 《충청남도지정문화재해설집》, 충청남도편, 2001,